# Gundolf Thoma

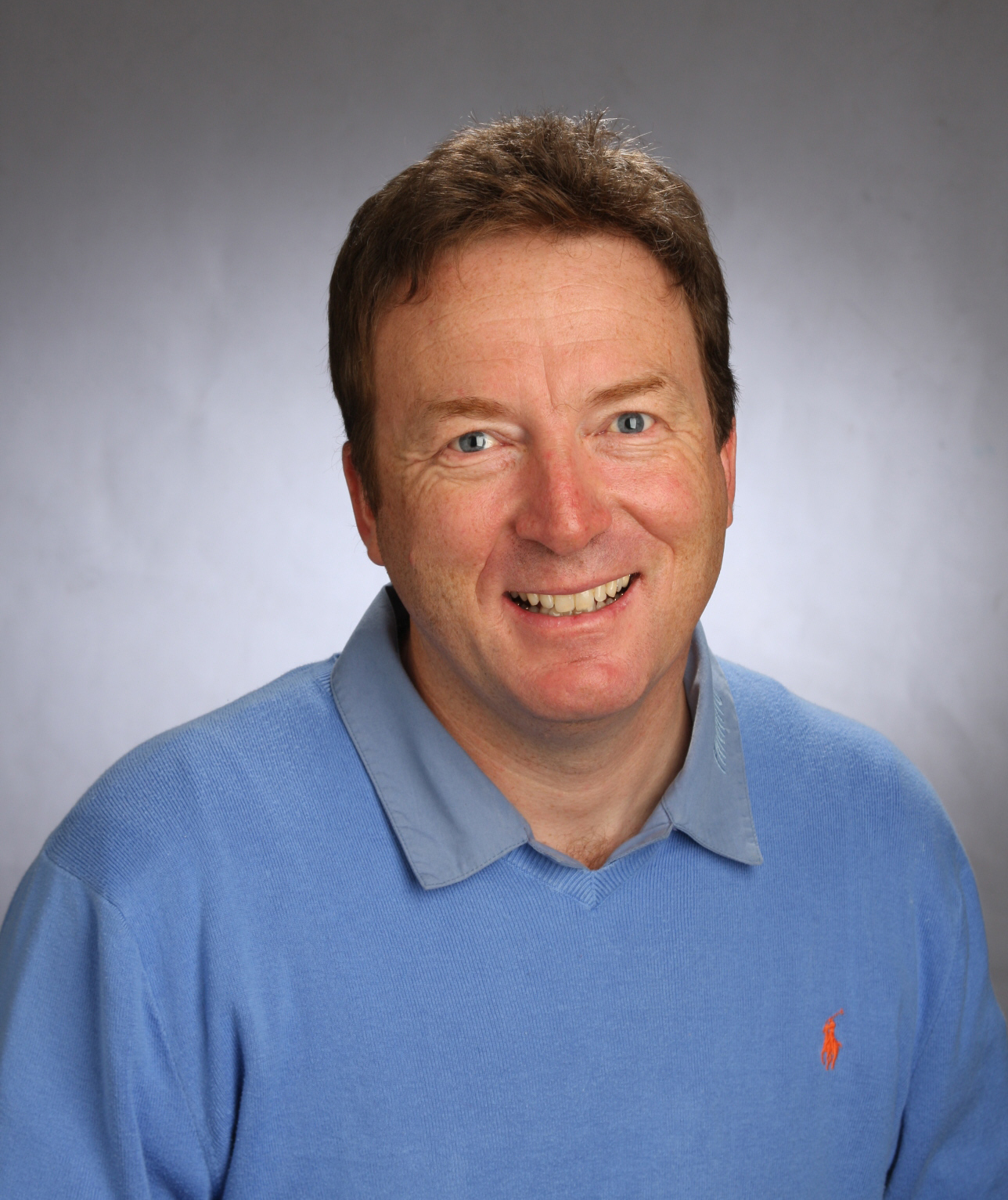
Gundolf Thoma

Gundolf Thoma (* 20. März 1965 in Hinterzarten) ist ein ehemaliger deutscher Skirennläufer.

## Leben
Thoma wurde als Sohn des Skilehrers Ottmar Thoma geboren, einem Bruder von Georg Thoma. Bis zu seinem zwölften Lebensjahr betrieb Gundolf Thoma erfolgreich Skispringen, entschied sich dann aber für den alpinen Rennsport. Als bester Schwarzwälder Jugendläufer wurde er 1983 Deutscher Jugendmeister im Slalom. Von 1982 bis 1990 war Thoma Mitglied verschiedener DSV-Kader. 1986 und 1987 gehörte er zu der Weltcupmannschaft, wo er 1986 in Kitzbühel auf Platz 25 fuhr.
1986 und 1988 wurde Thoma jeweils Dritter bei der Deutschen Meisterschaft im Slalom. Schwerwiegende Knieprobleme ließen eine erfolgreichere Karriere nicht zu. Dennoch gewann er, zwischen 1985 und 1990, einige Internationale FIS-Rennen und wurde zweimal Vierter bei der sogenannten CISM-Weltmeisterschaft.
Vor der Saison 1990/91 nahm Thoma ein Angebot an, bei der US-Pro Ski Tour sowie der Japan Pro Ski Tour zu starten. Die parallelen Skirennen, in denen Mann gegen Mann und im K.-o.-System gefahren wurde, lagen Thoma, er wurde „Rookie of the year 1991“ in Japan. Im ersten Rennen der U.S. Pro Tour Saison 91/92 in Schladming verletzte er sich so, dass er bis 1993 nur noch an einigen Profi-Skirennen teilnahm. Thoma war in Japan auch ein sehr angesehener Ski-Demonstrator und wirkte als Hauptfigur in einigen erfolgreichen Skifilmen für den japanischen TV-Sender Wowow mit, bevor er in seine Heimat, den Hochschwarzwald, zurückkam. Dort übernahm er die Langlaufschule seines Onkels Georg Thoma in Hinterzarten und gründete weitere Ski- und Snowboardschulen auf dem Feldberg im Schwarzwald. Von 1984 bis 1992 war Thoma Sportsoldat. Erst vier Jahre bei der Sportgruppe in der Schwarzwald-Kaserne und dann vier Jahre in Sonthofen.
Thoma ist Urheber des CarveDuell, ein Skirennen, in dem nicht um Stangen, sondern um Bojen, und Mann gegen Mann ohne Stöcke gefahren wird. Dieses Format fand auch beim FIS Carving Cup Anwendung.
Thomas Skigeschichte ist im Skimuseum in Hinterzarten dokumentiert, welches von seinem Onkel initiiert wurde.
Thoma gründete 1995 die Wintersportschule-Thoma am Seebuck und 2004 Schneesport Thoma in Feldberg-Grafenmatt. Thoma entwickelte um das Jahr 2000 eine neue Lehrmethode („Ski in a Day-by Gundi Thoma“), mit welcher der Skikurs dem schnelllebigen Zeitgeist der 2000er Jahre angepasst wurde.

## Privates
Thoma ist verheiratet und hat zwei erwachsene Töchter.
In den Jahren 2008 bis 2014 engagierte er sich als Vorstand eines ortsansässigen Skiclubs.
Thoma engagiert sich ehrenamtlich als Botschafter für den Bundesverband Kinderhospiz.